# پدرو میت
پدرو میت (اسپانیایی: Pedro Millet‎؛ زادهٔ ۲۷ مه ۱۹۵۲) قایقران قایق بادبانی اهل اسپانیا بود.